# Bowlingklot

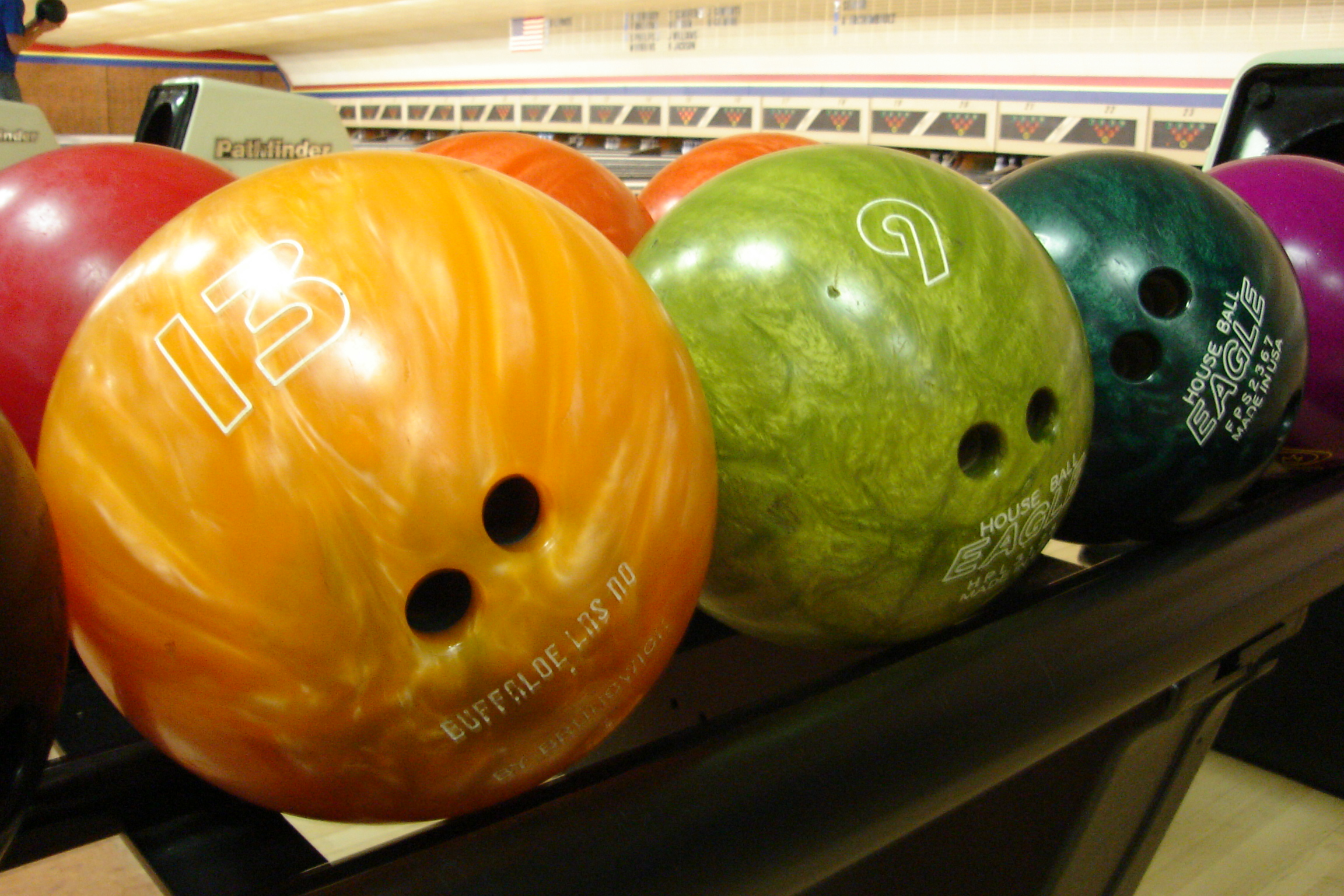
Bowlingklot

Bowlingklot används när man spelar bowling.
Klotet har tre hål för fingrarna, men kan även ha ett balanshål. Vikten mäts i pund (lbs) och får ej överstiga 16 pund (7257 gram) men ingen nedre begränsning finns. Kloten kan vara olika beroende på om spelaren ska strika eller spärra. Det finns en kärna som gör att klotet svänger olika mycket. Ett klot kan svänga tidigt eller sent i banan. Klotet är oftast gjort av hårdplast.
Spelares egna klot är borrade efter deras fingrar för att passa så bra som möjligt. Hålen för lång- och ringfinger är belägna och utformade så att fingrarna går ner till första leden.